# Mecotetartus
Mecotetartus is een kevergeslacht uit de familie van de boktorren (Cerambycidae). De wetenschappelijke naam van het geslacht werd voor het eerst geldig gepubliceerd in 1872 door Bates.

## Soorten
Mecotetartus is monotypisch en omvat slechts de volgende soort:
- Mecotetartus antennatus Bates, 1872